# Pannonhalma
Pannonhalma [ˈpɒnːonhɒlmɒ] (bis 1965 Győrszentmárton; deutsch Martinsberg, slowakisch Rábsky Svätý Martin) ist eine ungarische Kleinstadt im Komitat Győr-Moson-Sopron (deutsch Raab-Wieselburg-Ödenburg) mit knapp 4000 Einwohnern. 
Bekannt ist der Ort vor allem durch die auf dem Martinsberg gelegene Erzabtei Pannonhalma, eines der ältesten Benediktinerklöster Ungarns und seit 1996 Teil des UNESCO-Weltkulturerbes. Das Kloster ist nicht nur religiöses, sondern auch kulturelles und historisches Zentrum der Region.

## Geografie
Pannonhalma liegt rund 20 Kilometer südlich der Komitatshauptstadt Győr im westungarischen Hügelland. Die Stadt ist über eine Landstraße mit Győr verbunden und verfügt zudem über einen Bahnhof an der Regionalbahnlinie, die Győr mit Pápa verbindet.
Etwa 13 Kilometer nördlich von Pannonhalma besteht ein Anschluss an die ungarische Autobahn M1, die Budapest mit Wien verbindet, was der Region eine gute Verkehrsanbindung sowohl national als auch international verschafft.
Der markanteste geographische Punkt ist der Martinsberg (Szent Márton-hegy), auf dem sich die Erzabtei erhebt. Die hügelige Landschaft der Umgebung ist geprägt von Weinbau, kleinbäuerlicher Landwirtschaft und Waldgebieten.

## Geschichte
Die Geschichte Pannonhalmas ist eng mit der Gründung der Benediktinerabtei im Jahr 996 verbunden. Die Abtei wurde von Fürst Géza gestiftet und von Benediktinermönchen aus der Region um Montecassino besiedelt. Sie gilt als eine der Wiegen des ungarischen Christentums und spielte eine bedeutende Rolle bei der Verbreitung des Glaubens sowie der Bildung im Mittelalter.

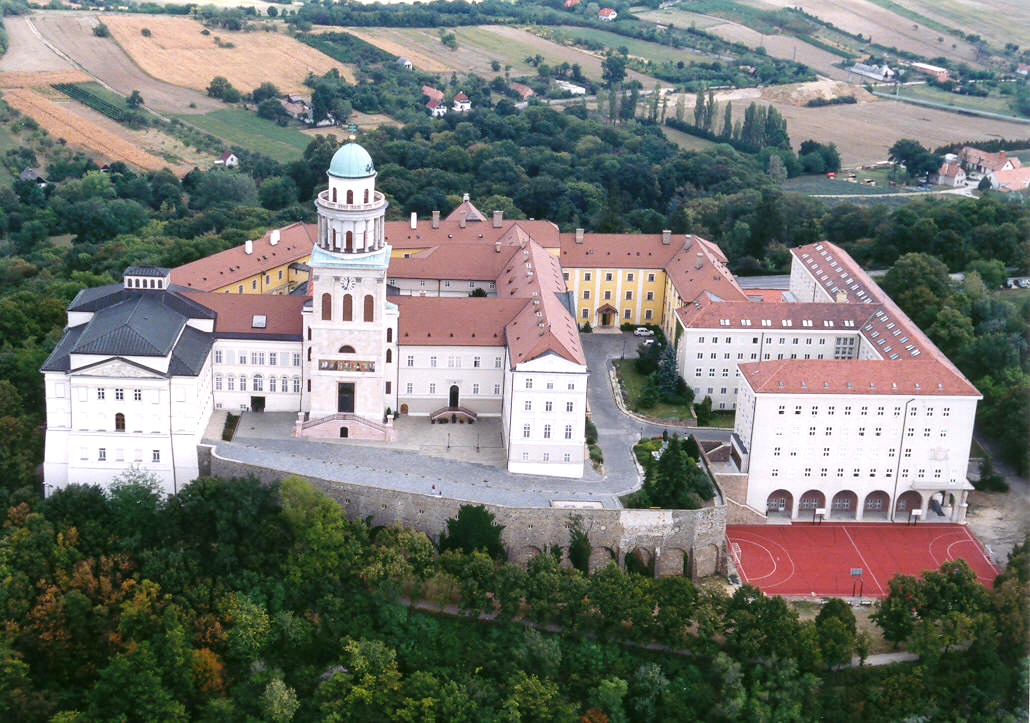
Luftbild der Erzabtei Pannonhalma

Bis 1965 trug der Ort den Namen Győrszentmárton. Der heutige Name „Pannonhalma“ verweist sowohl auf die historische Region Pannonien als auch auf die topographische Lage auf einem Berg (halom = Hügel, Anhöhe).
In der Nähe der Abtei befindet sich das traditionsreiche Benediktiner-Gymnasium Pannonhalma, ein angesehenes Internate für Jungen in Ungarn. Die Schule ist eng mit der benediktinischen Bildungsphilosophie verbunden und zieht Schüler aus dem ganzen Land an.
Zu den bekanntesten Schülern zählt Otto von Habsburg, erstgeborener Sohn Karl I. und seiner Ehefrau, Kaiserin Zita, der hier eine Zeit lang unterrichtet wurde.

## Städtepartnerschaften
- Engen, Deutschland (1998)
- Dolné Saliby, Slowakei